# Ophiulus longabo
Ophiulus longabo är en mångfotingart som först beskrevs av Carl Ludwig Koch 1847.  Ophiulus longabo ingår i släktet Ophiulus och familjen kejsardubbelfotingar. Inga underarter finns listade i Catalogue of Life.